# Sertularella rugosa
Sertularella rugosa är en nässeldjursart som först beskrevs av Carl von Linné 1758.  Sertularella rugosa ingår i släktet Sertularella och familjen Sertulariidae. Arten är reproducerande i Sverige. Inga underarter finns listade i Catalogue of Life.